# Undu laht
Undu laht är en insjö på ön Ösel i Estland. Administrativt tillhör den Ösels kommun (Pöide kommun innan 2017 års kommunreform) och landskapet Saaremaa (Ösel). Insjöns storlek är 2,26 kvadratkilometer.
Undu laht ligger på Ösels östra udde. Den är belägen på havsnivån och endast ett smalt näs (vägbank) skiljer den från Östersjön. Att den förr utgjorde en havsvik bekräftas av ortnamnets andra led laht, vilket är estniska för vik. 
Årsmedeltemperaturen i trakten är 5 °C. Den varmaste månaden är augusti, då medeltemperaturen är 18 °C, och den kallaste är januari, med −6 °C.